# آکسیوم اسپیس
آکسیوم اسپیس (انگلیسی: Axiom Space) یک شرکت توسعه‌دهندهٔ زیرساخت‌های فضایی خصوصی آمریکایی است که در هیوستون، تگزاس واقع شده است.
این شرکت که در سال ۲۰۱۶ توسط مایکل سافردینی و کم غفاریان تأسیس شد، برای نخستین بار در سال ۲۰۲۲ یک پرواز فضایی انجام داد: مأموریت آکسیوم ۱، که اولین پرواز فضایی خصوصی سرنشین‌دار تجاری به ایستگاه فضایی بین‌المللی محسوب می‌شد. این شرکت قصد دارد اولین ایستگاه فضایی خصوصی جهان را در سال ۲۰۲۵ راه‌اندازی کند. برخی از برجسته‌ترین کارمندان این شرکت شامل مدیر سابق ناسا چارلز بولدن و فضانوردان مایکل لوپز-الگریا و برنت دبلیو جت جونیور هستند.
این شرکت اولین فضانورد تجاری خود را در سال ۲۰۲۲ به مدار زمین فرستاد. همچنین پروازهای فضایی سرنشین‌دار را برای فضانوردان دولتی و تجاری که در تحقیقات در فضا، تولید در فضا و اکتشافات فضایی مشارکت دارند، برنامه‌ریزی می‌کند.

## تاریخچه

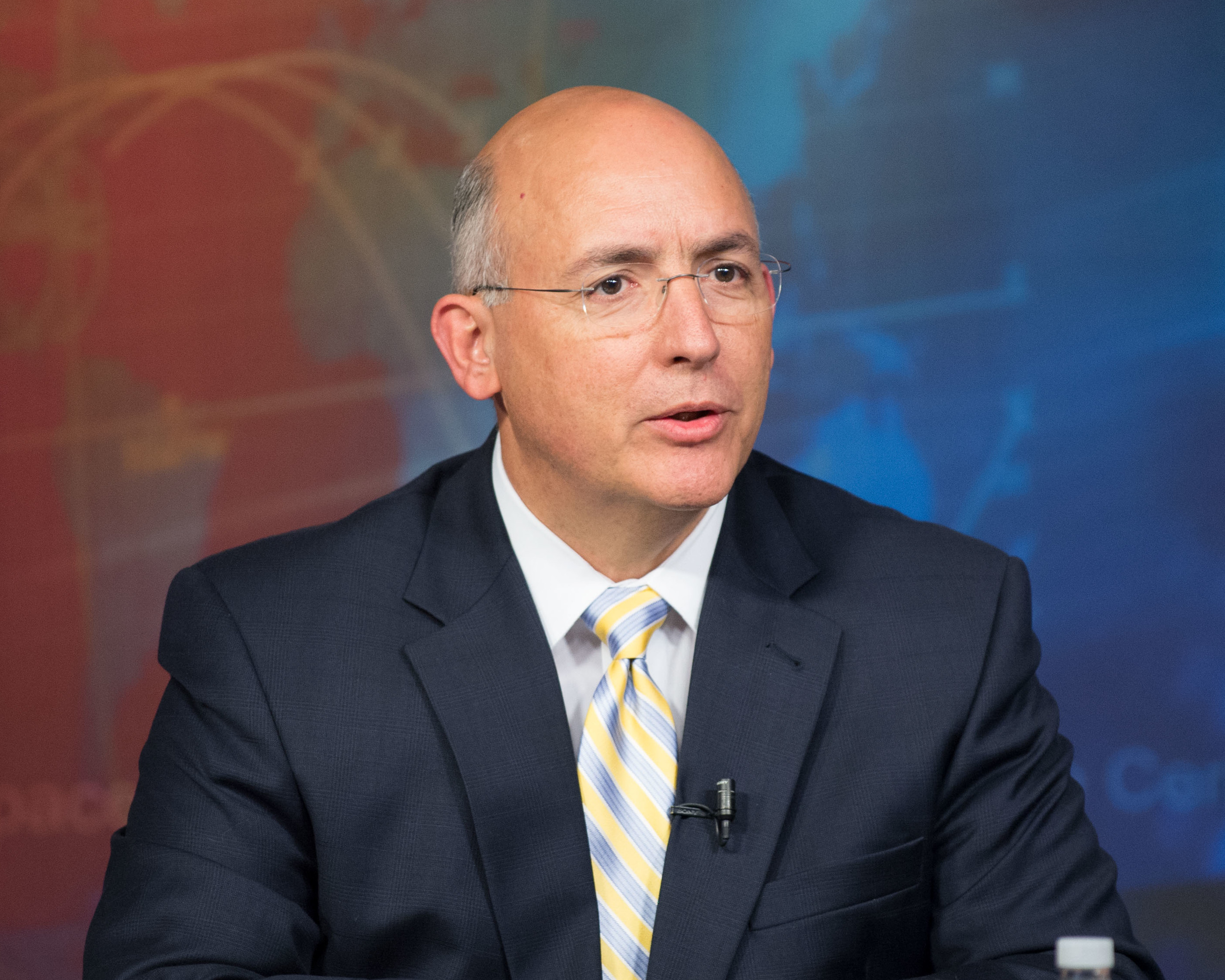
مایکل سافردینی در سال ۲۰۱۲

مدیر عامل آکسیوم اسپیس، مایکل تی. سافردینی، از سال ۲۰۰۵ تا ۲۰۱۵ مدیر برنامهٔ ایستگاه فضایی بین‌المللی بود. پس از بازنشستگی از ناسا، سافردینی و کم غفاریان، آکسیوم اسپیس را تأسیس کردند تا بازار پروازهای فضایی تجاری در حال گسترش را هدف قرار دهند. غفاریان مهندس و کارآفرینی است که شرکت خود، استرینگر غفاریان تکنولوژی، یکی از پیمانکاران بزرگ ناسا را در سال ۲۰۱۸ به کی‌بی‌آر فروخت.
این شرکت توسط ناسا برای ارائههٔ نخستین ماژول تجاری در ایستگاه فضایی بین‌المللی انتخاب شد. آکسیوم اسپیس همچنین در مارس ۲۰۲۰ قراردادی را با اسپیس‌اکس برای پرواز فضانوردان تجاری به ایستگاه فضایی بین‌المللی توسط فالکون ۹ و کرو دراگن منعقد کرد که برای مارس ۲۰۲۲ برنامه‌ریزی شده بود. این پرتاب سرانجام در ۸ آوریل 2022 انجام شد و خدمه در ۲۵ آوریل به زمین بازگشتند.
این شرکت تا فوریه ۲۰۲۱، ۱۱۰ کارمند داشت و دفاتر آن در هیوستون و لس آنجلس مستقر بودند.

## قرارداد ناسا برای ماژول‌های ایستگاه فضایی بین‌المللی

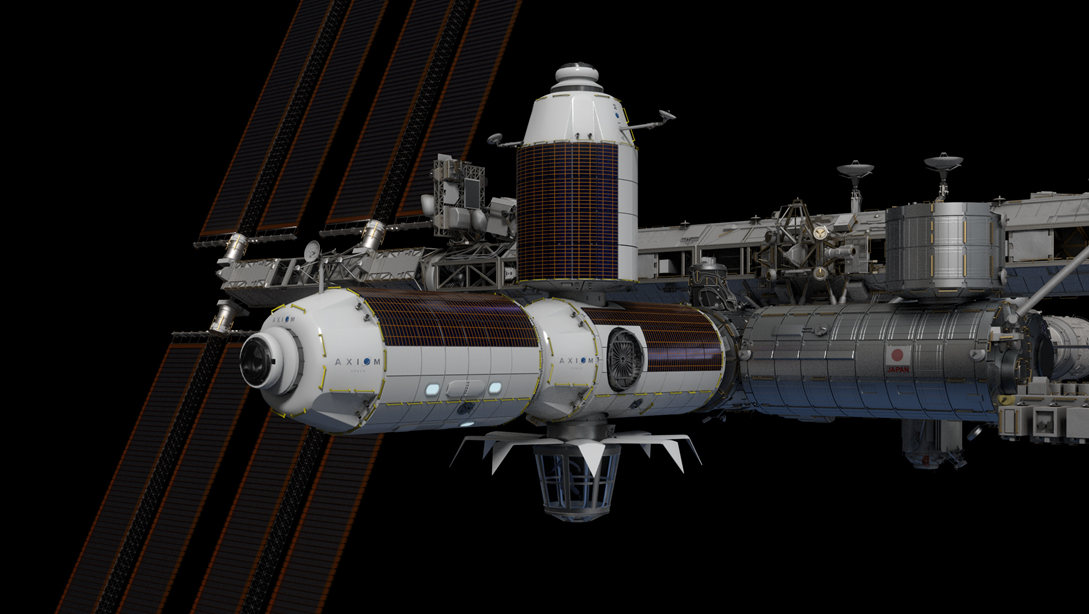
طرح گرافیکی از ماژول‌های آکسیوم متصل به ایستگاه فضایی بین‌المللی

در سال ۲۰۲۰، ناسا به عنوان بخشی از ابتکار عمل سیسلونار Next Space Technologies for Exploration Partnerships (NextSTEP)، قراردادی ۱۴۰ میلیون دلاری به Axiom برای ارائه حداقل یک فضاپیمای قابل سکونت برای اتصال به ایستگاه فضایی بین‌المللی اعطا کرد. Axiom Space تنها پیشنهاد منتخب از فرایند درخواست در سال ۲۰۱۹ بود بیگلو اروسپیس پیشنهادی ارائه نکرد و متعاقباً فعالیت خود را متوقف کرد.
ماژول‌های ساخته شده توسط آکسیوم اسپیس برای اتصال به درگاه جلویی هارمونی با هدف نشان دادن توانایی ارائهٔ خدمات و محصولات تجاری در اقتصاد مدار پایین زمین طراحی شده‌اند. «واحد آکسیوم» ایستگاه آن‌طور که تا ژانویه ۲۰۲۰ برنامه‌ریزی شده بود، شامل یک ماژول مرکزی برای عمل به عنوان یک اتصال‌دهنده، یک مرکز تحقیقات و تولید، یک زیستگاه خدمه، و یک ماژول با پنجره‌ای بزرگ برای مشاهدهٔ زمین است.

## فضانوردان
- پگی ویتسون[۱۷]
- مایکل لوپز-آلریا[۱۸]
- والتر ویلادی[۱۹]

## تحقیق و تولید در فضا

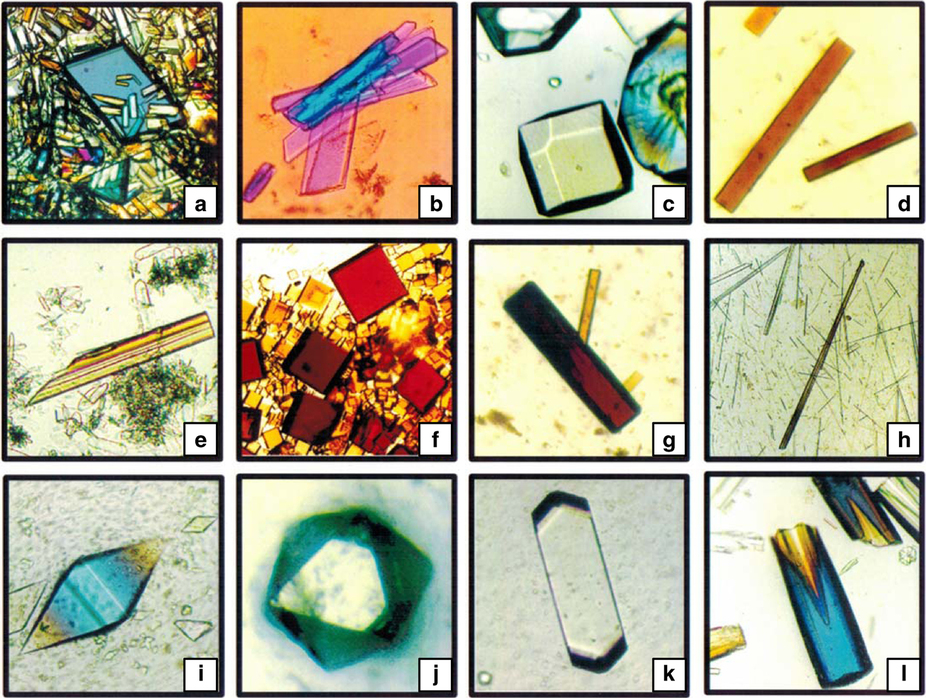
کریستال‌هایی که در ریزگرانش رشد می‌کنند

آکسیوم اسپیس قصد دارد تا زمانی که ماژول‌های خودش عملیاتی شود، با استفاده از آزمایشگاه ملی ایستگاه فضایی بین‌المللی، تحقیق و توسعه در ریزگرانش را تجاری‌سازی کند.

## لباس فضایی

### لباس‌های قراردادی آینده برای ناسا
در ۱ ژوئن ۲۰۲۲، ناسا اعلام کرد که آکسیوم اسپیس را به همراه رقیب آن یعنی کالینز اروسپیس برای توسعه و ارائهٔ نسل بعدی لباس‌های فضایی و سیستم‌های راهپیمایی فضایی انتخاب کرده است که ابتدا روی زمین آزمایش و سپس در خارج از ایستگاه فضایی بین‌المللی و همچنین در آینده روی سطح ماه طی مأموریت‌های آرتمیس و سپس آمادگی برای مأموریت‌های انسانی به مریخ استفاده خواهند شد.